# Muscle penné
Un muscle penné est un type de muscle squelettique dont les fibres musculaires organisées en fascicules musculaires ont une direction oblique par rapport au grand axe du muscle. en s'attachant obliquement aux tendons.

## Étymologie
Le terme « penné » vient du latin pinnātus (« à plumes, ailé ») adjectivation de pinna (« plume, aile »).

## Types de muscles pennés

A, muscle unipenné; B, muscle bipenné; C, muscle multipenné.

Les muscles pennés sont de trois types en fonction de la façon dont les fibres s’insèrent sur les tendons :
- les muscles unipennés (ou muscle semi-penniformes) lorsque les fibres musculaires s'implantent sur une seule face du tendon comme le muscle semi-membraneux,
- les muscles bipennés lorsque les fibres musculaires s'implantent sur les deux faces du tendon comme les muscles interosseux de la main,
- les muscles multipennés (ou muscles fasciculés ou muscles multipenniformes) lorsque les fibres musculaires s'implantent sur les deux faces de plusieurs tendons comme le muscle deltoïde.
- les muscles pseudo-penniformes lorsque les fibres s'implantent obliquement sur un tendon mais convergent pour former l'autre tendon.

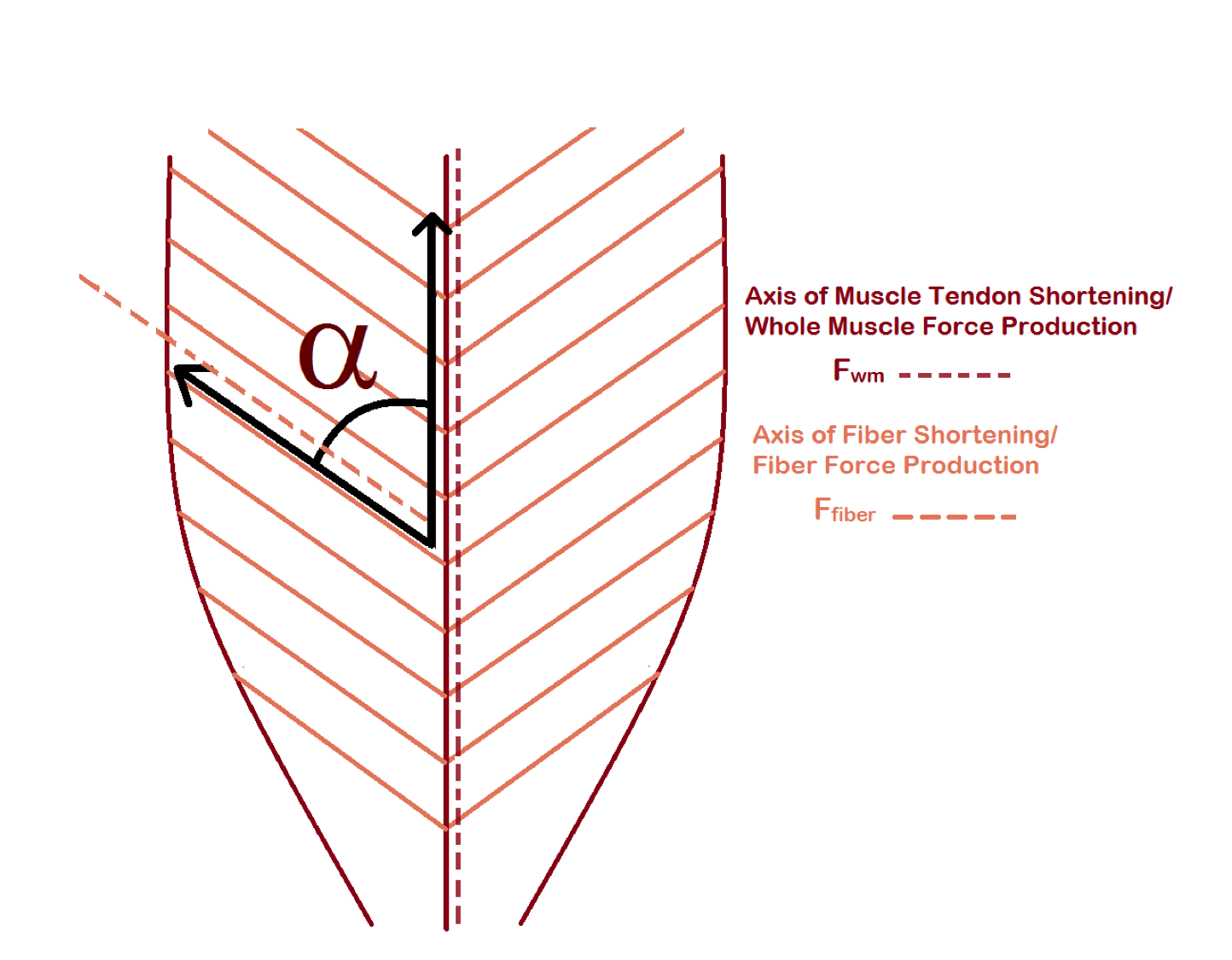
Angle de pennation

L'angle de fixation des fibres sur les tendons s’appelle l'angle de pennation.

## Anatomie fonctionnelle
L'architecture pennée permet d'augmenter la densité des fibres musculaire et d'obtenir une force musculaire plus importante pour un volume donné avec une précision accrue.